# Europium(II)-silicat
Europium(II)-silicat (Eu2[SiO4]) ist eine chemische Verbindung und zählt zu den ortho-Silicaten des Europiums. Außerdem werden in der wissenschaftlichen Literatur auch das höher verknüpfte Silicat Eu[SiO3] und das Europium(III)-oxido-ortho-silicat Eu2O[SiO4] erwähnt.

## Gewinnung und Darstellung
Die Verbindung kann durch Reduktion von Europium(III)-oxid mit elementarem Europium und Siliciumdioxid bei 1100 °C hergestellt werden.
{\displaystyle {\ce {2 Eu2O3 + 2 Eu + 3 SiO2 -> 3 Eu2[SiO4]}}}
Eine weitere Synthesemethode ist die Synthese aus Europium(III)-oxid und Siliciumdioxid in einer Wasserstoffatmosphäre.

## Eigenschaften
Europium(II)-silicat ist ein zitronengelber Feststoff, der bis 250 °C an Luft beständig ist und zu Eu2O[SiO4] oxidiert.
Bei Zimmertemperatur kristallisiert Europium(II)-silicat in der Larnit-Struktur (Ca2[SiO4]), in der monoklinen Raumgruppe P21/n (Raumgruppen-Nr. 14, Stellung 2) mit vier Formeleinheiten pro Elementarzelle. Oberhalb von 179 °C geht Europium(II)-silicat in eine Hochtemperaturmodifikation über und kristallisiert dort in einer inkommensurabel modulierten Struktur, also einer verzerrten Variante der orthorhombischen Raumgruppe Pnma (Nr. 62). Dabei sind die Atome periodisch von ihren Gitterplätzen ausgelenkt, aber in keinem einfachen Verhältnis zum Kristallgitter. Durch die isolierten Silicateinheiten handelt es sich um ein Inselsilicat. 
Die Verbindung leuchtet durch Lumineszenz unter UV-Licht intensiv zitronengelb und ändert die Farbe über dem Phasenübergangs zu orange.